# Milan Rastislav Štefánik

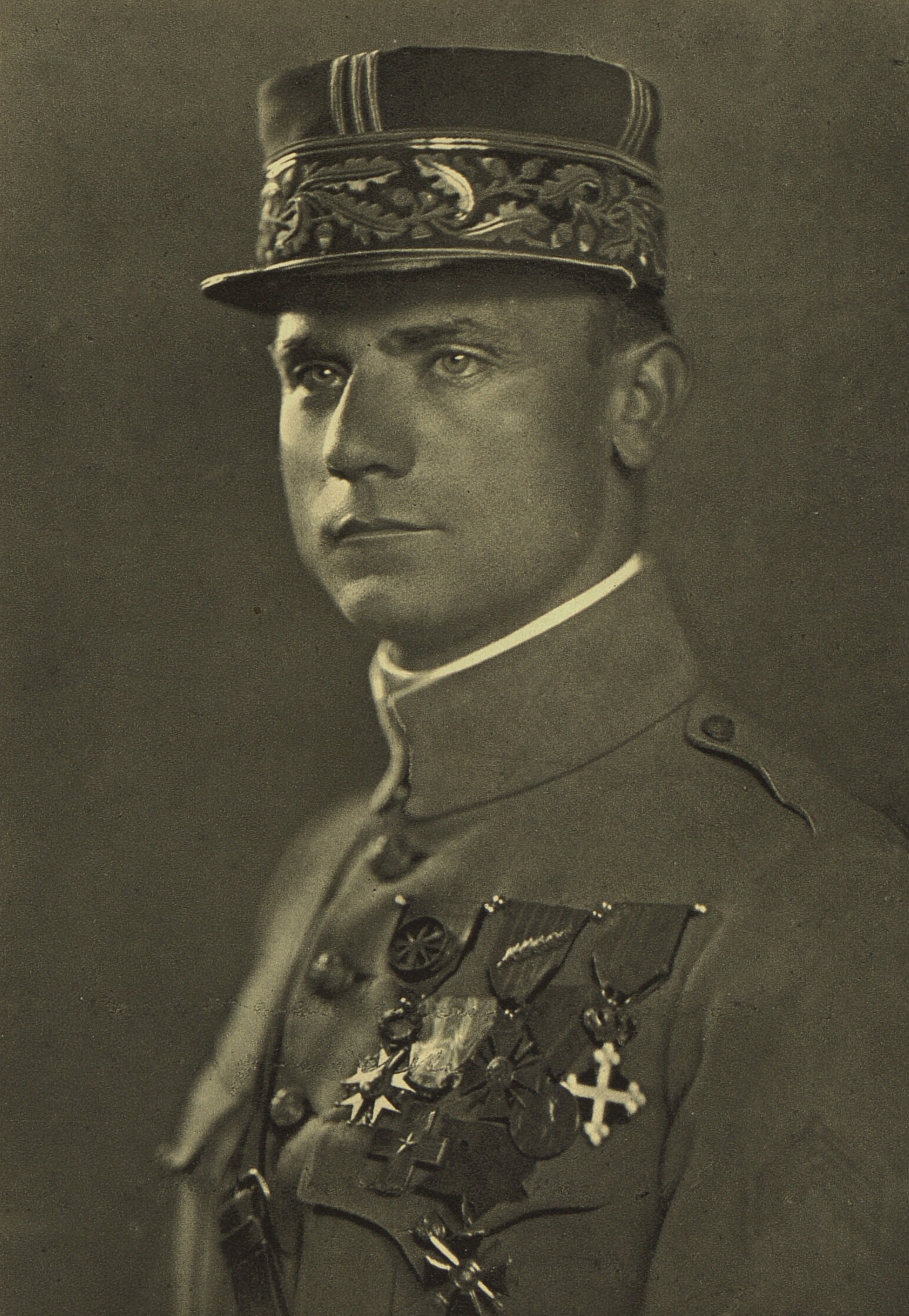
Portret als Frans generaal

Milan Rastislav Štefánik (Košariská, 21 juli 1880 - Ivanka pri Dunaji, 4 mei 1919) was een Slowaakse jachtvlieger die ook voor de Franse luchtmacht heeft gevlogen. Van 28 oktober 1918 tot 4 mei 1919 was hij eerste minister van Oorlog van Tsjecho-Slowakije.
Štefánik was een veelzijdig man. Hij was militair, vlieger, meteoroloog en wiskundige. Als Frans generaal droeg hij bij aan de ontmanteling van het rijk van de Habsburgers.

## Wetenschappelijke opleiding en werk

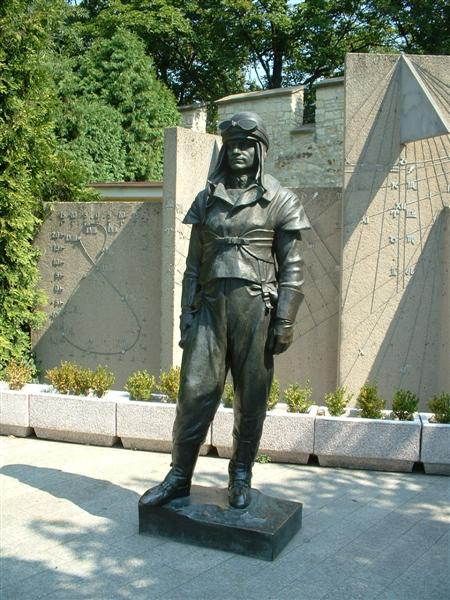
Standbeeld van Štefánik in Petřín (Praag)

Als zoon van een lutherse predikant met twaalf zoons werd hij strikt anti-Oostenrijks en anti-Hongaars opgevoed. In 1898 ging hij voor ingenieur studeren in Praag. In 1900 veranderde hij van studie en richtte zich op astronomie en wiskunde, natuurkunde, optica en filosofie. Het laatste vak werd onderwezen door de Tsjechoslowaakse patriot Tomáš Masaryk. In 1908 promoveerde hij met een proefschrift over astronomisch onderzoek, waarbij hij de ontdekking van een ster in het sterrenbeeld Cassiopeia in 1572 beschreef.
Zijn persoonlijk motto was "Veriť, milovať, pracovať".
In 1904 ging hij in Parijs werken bij het beroemde Observatoire de Paris-Meudon, onder leiding van de astrofysicus Pierre Janssen.
De Franse regering gaf hem opdracht om zonsverduisteringen te bestuderen, evenals politieke ontwikkelingen in diverse landen, waaronder Algerije, Marokko, Turkestan, Rusland, India, Verenigde Staten, Panama, Brazilië, Ecuador, Australië, Tasmanië, Nieuw-Zeeland, Tahiti, Fiji en Tonga. In Tahiti bouwde hij een observatorium en droeg hij bij aan het vervolmaken van de techniek van de spectrografie. Onder zijn invloedrijke kennissen bevonden zich President Raymond Poincaré, Graaf Eugène Aymar de la Baume, de schatrijke bankier Joseph Vallot, Gustave Eiffel, Prins Roland Bonaparte, de Franse premier Camille Chautemps, Admiraal Simon Newcomb en Ambassadeur David Jayne Hill van de Verenigde Staten.

## De Eerste Wereldoorlog

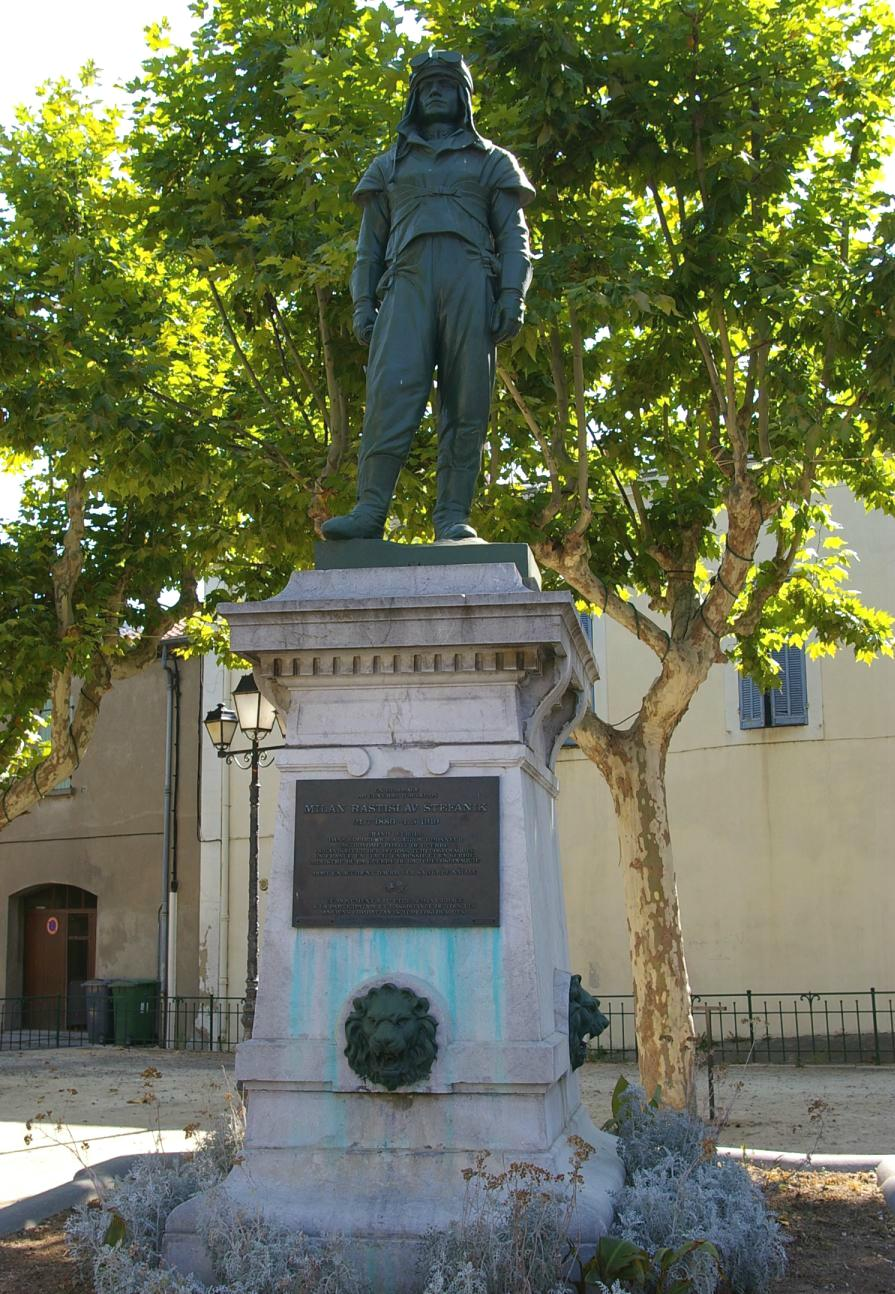
Hetzelfde standbeeld op een oorlogsmonument in Paulhan (Frankrijk)

Toen Oostenrijk-Hongarije betrokken raakte bij de Eerste Wereldoorlog, begreep Štefánik dat een Oostenrijkse nederlaag het einde van de dubbelmonarchie en de onafhankelijkheid van de Slavische rijkslanden zou betekenen. De Fransen trainden hem als piloot, en in 1915 vloog hij naar Servië, waar hij na dertig gevechtsvluchten met een ernstig verzwakte gezondheid terugkeerde naar Parijs.
In Parijs kwam hij in contact met Edvard Beneš en vernieuwde hij zijn kennismaking met Tomáš Masaryk. Hij werd vicepresident van de Tsjechoslowaaks Nationale Raad, die de onafhankelijkheid voorbereidde, en bracht de Tsjechoslowaakse leiders in contact met zijn invloedrijke vrienden en met minister-president Aristide Briand.
Dit comité werd door de geallieerden erkend als de facto Tsjechoslowaakse regering, en hij werd algemeen beschouwd als de Tsjechoslowaakse Minister van Oorlog. In 1916 organiseerde Štefánik het Tsjechoslowaaks Legioen, een strijdmacht die vanuit Rusland en Amerika opereerde. 
Na de oorlog regelde Štefánik de repatriëring van de Tsjechoslowaakse krijgsgevangenen en het Tsjechoslowaaks Legioen uit Siberië. In de Tsjechoslowaakse regering ontstonden echter politieke conflicten over de status van Slowakije in het door Tsjechen gedomineerde land. De ruzies tussen de Slowaak Štefánik enerzijds en Beneš en Masaryk anderzijds liepen hoog op, waarbij Masaryk zelfs schreef: "Met Štefánik is alles over en uit".

## De dood van Milan Rastislav Štefánik
Toen Štefánik, nog steeds Frans generaal, op 4 mei 1919 met twee Italianen van Udine naar Bratislava vloog, stortte zijn toestel neer. Het zou per ongeluk zijn neergeschoten omdat de Italiaanse vlag dezelfde kleuren heeft als de (voor de Tsjechoslowaken nog steeds vijandelijke) vlag van de Hongaren. In Slowakije dacht men aan een politieke moord. De dood van Štefánik is de betrekkingen tussen Slowaken en Tsjechen blijven belasten.

## Onderscheidingen en eerbewijzen
In 1912 werd Milan Rastislav Štefánik Fransman. Hij zag ervan af om tijdens zijn naturalisatie zijn Slowaakse naam te verfransen.
Dr. Štefánik ontving een aantal belangrijke wetenschappelijke prijzen en medailles voor zijn werk, waaronder zijn observaties van sterren en planeten op de Mont Blanc. Zo werd hij onderscheiden door de Académie Française.
De Franse regering decoreerde hem met het Legioen van Eer. In 1914 werd hij tot grootofficier in deze orde benoemd. Hij ontving meerdere andere decoraties, waaronder de Orde van Sint-Mauritius en Sint-Lazarus van Italië en het Franse Oorlogskruis voor zijn dienst in de Eerste Wereldoorlog met een bronzen palm. Een bronzen palm op het lint staat voor een eervolle vermelding in een dagorder door de hoogste legerleiding.

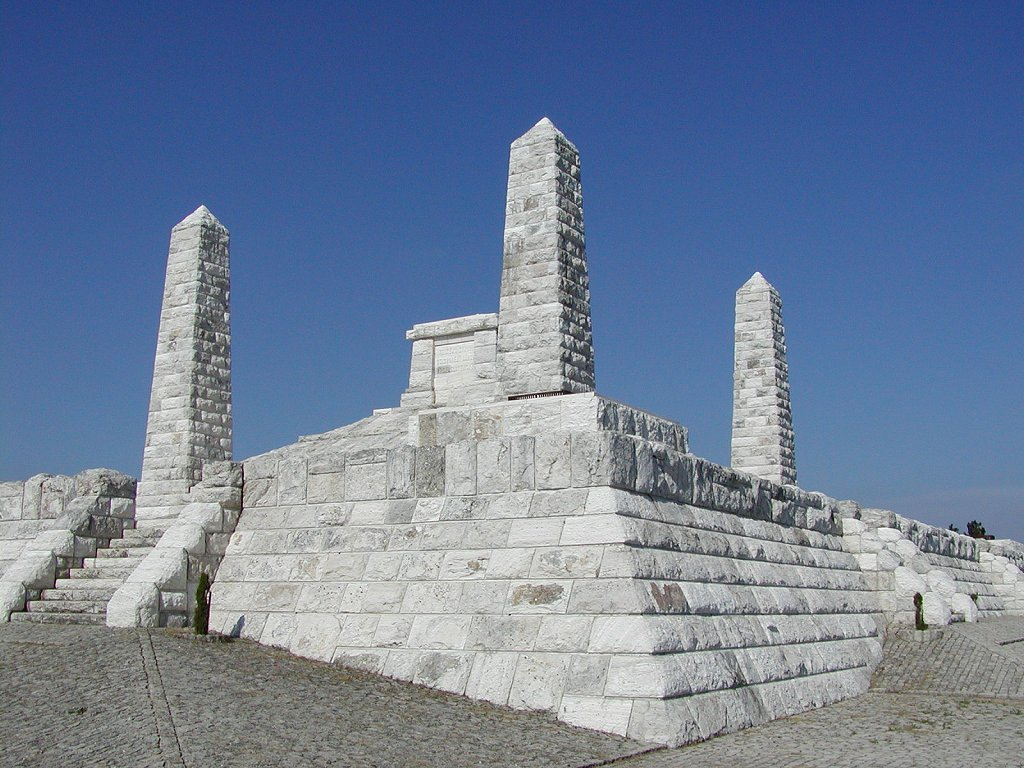
Tombe (ontworpen door Dušan Jurkovič)

Štefánik werd in 1927 bijgezet in een marmeren tombe op een heuvel bij Brezová pod Bradlom.
Het in 1994 onafhankelijk geworden Slowakije eerde Dr. Milan Rastislav Štefánik met een vliegveld genaamd M. R. Štefánik Airport en een ridderorde, het Kruis van M. R. Štefánik (Slowaaks: "kríž M. R. Štefánik"), een moderne onderscheiding die in 1994 is ingesteld. In zowel Frankrijk als Slowakije staan monumenten ter ere van hem.